# RBFA
RBFA (англ. Ribosome binding factor A (putative)) – білок, який кодується однойменним геном, розташованим у людей на довгому плечі 18-ї хромосоми. Довжина поліпептидного ланцюга білка становить 343 амінокислот, а молекулярна маса — 38 359.
| 10         |  | 20         |  | 30         |  | 40         |  | 50         |
| ---------- |  | ---------- |  | ---------- |  | ---------- |  | ---------- |
| MWAAAGGLWR |  | SRAGLRALFR |  | SRDAALFPGC |  | ERGLHCSAVS |  | CKNWLKKFAS |
| KTKKKVWYES |  | PSLGSHSTYK |  | PSKLEFLMRS |  | TSKKTRKEDH |  | ARLRALNGLL |
| YKALTDLLCT |  | PEVSQELYDL |  | NVELSKVSLT |  | PDFSACRAYW |  | KTTLSAEQNA |
| HMEAVLQRSA |  | AHMRHLLMSQ |  | QTLRNVPPIV |  | FVQDKGNAAL |  | AELDQLLAVA |
| DFGPRDERDN |  | FVQNDFRDPD |  | APQPCGTTEP |  | TTSSSLCGID |  | HEALNKQIME |
| YKRRKDKGLG |  | GLVWQGQVAE |  | LTTQMKKGRK |  | RAKPRLEQDS |  | SLKSYLSGEE |
| VEDDLDLVGA |  | PEYECYAPDT |  | EELEAERGGG |  | RTEDGHSCGA |  | SRE        |

A: Аланін

C: Цистеїн

D: Аспарагінова кислота

E: Глутамінова кислота

F: Фенілаланін

G: Гліцин

H: Гістидин

I: Ізолейцин

K: Лізин

L: Лейцин

M: Метіонін

N: Аспарагін

P: Пролін

Q: Глутамін

R: Аргінін

S: Серин

T: Треонін

V: Валін

W: Триптофан

Задіяний у таких біологічних процесах, як процесинг рРНК, альтернативний сплайсинг. 
Локалізований у мітохондрії.